# Spelaeus cicatrix
Genre
Espèce
Spelaeus cicatrix, unique représentant du genre Spelaeus, est une espèce d'araignées aranéomorphes de la famille des Linyphiidae.

## Distribution
Cette espèce est endémique du Guizhou en Chine,. Elle se rencontre dans le xian de Songtao dans la grotte Niujiao.

## Description
Le mâle holotype mesure 1,59 mm et la femelle paratype 1,64 mm.

## Systématique et taxinomie
Cette espèce a été décrite par Irfan, Zhang et Peng en 2025.
Ce genre a été décrit par Irfan, Zhang et Peng en 2025 dans les Linyphiidae. Le nom Spelaeus Irfan, Zhang & Peng, 2025 étant préoccupé par Spelaeus Brookes, 1828, il devra être remplacé.

## Publication originale
- Irfan, Zhou, Peng & Zhang, 2025 : « Survey of Linyphiidae spiders (Arachnida: Araneae) from some oriental regions of China. » Megataxa, vol. 15, no 1, p. 1-248 (texte intégral).